# Korvatunturi
Korvatunturi je hora v Laponsku ležící na hranici Finska a Ruska v obci Savukoski. Je součástí Národního parku Urho Kekkonena a měří 486 m n. m. Hora je známa hlavně jako sídlo Santa Clause (Joulupukkiho). Tato pověst vznikla v roce 1927, kdy reportér finské rozhlasové společnosti Yleisradio Markus Rautio (zvaný „strýček Markus“) řekl v pořadu pro děti, že Joulupukki žije v Laponsku na hoře Korvatunturi.
Název Korvatunturi je složen ze dvou finských slov: korva („ucho“) a tunturi („hora“). Hora svými třemi výběžky, jež z ní vyčnívají, připomíná tvarem ucho. Díky tomu podle pověsti slyší Santa Claus všechna přání, která děti na celém světě vysloví.